# آنگورا (نبراسکا)
آنگورا (به انگلیسی: Angora) یک منطقهٔ مسکونی در ایالات متحده آمریکا است که در شهرستان موریل، نبراسکا واقع شده‌است. آنگورا ۱٬۲۹۹٫۹۹ متر بالاتر از سطح دریا واقع شده‌است.